# Terremoto de Estambul de 1766
El terremoto de Estambul de 1766 fue un fuerte terremoto con epicentro en la parte oriental del Mar de Mármara, en la cuenca de Çınarcık que ocurrió en la madrugada del jueves 22 de mayo de 1766. El terremoto tuvo una magnitud estimada de 7,1 en la escala de magnitud de onda superficial, y causó efectos en una vasta área que se extendió desde Izmit hasta Rodosto. En esta zona, el terremoto fue seguido por un tsunami que causó daños importantes. El terremoto de 1766 fue el último gran terremoto que sacudió Constantinopla debido a la ruptura de la falla de Anatolia del Norte en la región de Mármara.

## Geología
El Mar de Mármara es una cuenca de separación formada en una curva de liberación en la Falla de Anatolia del Norte, una falla de deslizamiento lateral derecho. Al este del mar de Mármara, la falla de Anatolia del Norte se divide en tres ramas principales; mientras que la rama sur sinuosa se adentra tierra adentro en dirección suroeste hasta Ayvacık, donde llega al mar Egeo cerca de la desembocadura sur de los Dardanelos, las otras dos ramas principales de la falla de Anatolia del Norte, se encuentran bajo el mar de Mármara a unos 100 kilómetros de distancia, forman la cuenca de separación de Mármara, encontrándose nuevamente bajo el noreste del Egeo. Esta zona local de extensión ocurre donde este límite de transformación entre la Placa de Anatolia y la Placa de Eurasia avanza hacia el norte al oeste de Izmit desde la Falla de Izmit hasta la Falla de Ganos. Dentro del Mar de Mármara hay una cuenca de separación más pequeña, llamada Sistema de fallas del norte de Mármara, que conecta las tres cuencas submarinas con las fallas de Izmit y Ganos. Cerca de Estambul, el lado norte de la separación del sistema de fallas del norte de Mármara coincide con la rama norte de la falla del norte de Anatolia y es un segmento de falla principal único con una curva pronunciada. Hacia el este, la falla tiene una tendencia noroeste-sureste y muestra evidencia de movimiento tanto normal como de deslizamiento.
En 1766, la ruptura de la falla ocurrió bajo las Islas Príncipe o, más probablemente, bajo la cuenca de Çınarcık, ya que una ruptura más central no pudo haber causado el gran tsunami que azotó Estambul y el Golfo de Izmit, aunque esto había sido producido por un deslizamiento submarino. El evento de 1766 ha sido el último provocado por una ruptura de la Falla de Anatolia del Norte en la región de Mármara; Los grandes eventos sucesivos que causaron grandes daños en Estambul, como el terremoto de Estambul de 1894 y el terremoto de Mürefte de 1912, deben considerarse eventos aislados causados por el alivio de tensión no uniforme durante la secuencia del terremoto del siglo XVIII, a la que pertenece el evento de 1766. Dado que el penúltimo gran evento con epicentro en la región de Estambul ocurrió en 1509, se ha planteado la hipótesis de un intervalo de recurrencia de 200 a 250 años.

## Características
El terremoto comenzó media hora después del amanecer, a las 05:10 del 22 de mayo de 1766, que era el tercer día del Kurban Bairam. La primera sacudida, acompañada de un fuerte estruendo, duró dos minutos: fue seguida por una sacudida menos intensa que duró cuatro minutos, y las réplicas continuaron durante ocho minutos. En las semanas siguientes también hubo varias réplicas, y la duración de toda la secuencia ascendió a un año. Los modelos matemáticos de este evento que utilizan la transferencia de tensión de Culombio son consistentes con una ruptura de falla cuya longitud oscila entre 70 y 120 kilómetros.
El terremoto se sintió tan lejos como Aydın, Tesalónica, en el Monte Athos, Aytos en el este de Bulgaria y a lo largo de la costa oeste del Mar Negro. Este terremoto fue comparado con el catastrófico de Lisboa, ocurrido casi 11 años antes.

## Daños
El área estimada de daño significativo se extendió desde Bursa hasta Küçükçekmece, pero la destrucción se produjo desde Tekirdağ y Gelibolu al oeste, Izmit al este y Edirne al norte. Los asentamientos en el Golfo de Mudanya también sufrieron daños, mientras que Galata y Büyükçekmece sufrieron graves daños. En Constantinopla la intensidad del terremoto se estimó entre VII a IX; muchas casas y edificios públicos se derrumbaron. Además, se destruyó parte del sistema de distribución de agua subterránea; la presa de Ayvad, en la parte superior de Kâğıthane, resultó dañada y en Estambul se hundió la bóveda de una cisterna subterránea.
En Estambul, la mayoría de las mezquitas e iglesias resultaron dañadas, al igual que el Palacio de Topkapi: el sultán tuvo que vivir en una vivienda temporal hasta que se restaurara su hogar. La población en pánico no pudo regresar a casa y la gente se refugió en tiendas de campaña instaladas en espacios amplios y abiertos. Entre las mezquitas imperiales, la cúpula de Bayezid resultó dañada mientras que el minarete y la cúpula principal de la mezquita de Mihrimah se derrumbaron. La Mezquita Süleymaniye también resultó dañada, mientras que la mezquita Fatih sufrió el derrumbe de los minaretes, la cúpula principal y varias cúpulas secundarias, y murieron 100 estudiantes de la escuela coránica de los Külliye; por lo que el complejo tuvo que ser reconstruido. La mezquita Kariye también resultó gravemente dañada, pero la antigua iglesia de Ayasofya sobrevivió prácticamente ilesa.
El castillo de Yedikule, Eğrikapı, Edirnekapı y las murallas de la ciudad también sufrieron daños, mientras que Galata y Pera y el Gran Bazar sufrieron daños. En Çatalca y en los pueblos de los alrededores se derrumbaron todos los edificios de mampostería. Desde que el terremoto azotó la parte oriental del Mar de Mármara, también se registraron graves daños en la costa sur, desde Mudanya hasta Karamürsel, y las olas del tsunami inutilizaron los puertos. El nivel más alto del tsunami se observó en la región del Bósforo; la inundación también fue fuerte en las costas de Galata y Mudanya, mientras que algunas pequeñas islas en el mar de Mármara quedaron parcialmente sumergidas.

### Muertes
El número de muertes se estimó en 4.000, de las cuales 880 ocurrieron en Estambul.

## Terremoto de agosto
En agosto del mismo año, un terremoto de magnitud 7,4 sacudió la región de los Dardanelos. En aquella ocasión los daños en Estambul fueron leves.